# Pycnoporus cinnabarinus
Pycnopore cinabre
Espèce
Pycnoporus cinnabarinus, le Pycnopore cinabre, est une espèce de champignons agaricomycètes de la famille des Polyporaceae.

## Description
Sporophore flabelliforme (en forme d'éventail), jusqu'à 10 cm de diamètre, de 0.5 à 1.5 cm d'épaisseur, de couleur orange vif (c'est la cinnabarine qui est à l'origine de sa coloration), aux pores circulaires ou anguleux, 2 à 3 par mm. En Europe, il est le seul polypore de cette couleur. Il est non comestible. Il ne pourrait éventuellement être confondu qu'avec la fistuline hépatique, qui pousse presque toujours de manière isolée, qui peut être plus large, et dont le dessus est le plus souvent humide. 
Sur le continent nord-américain, il peut par contre être confondu avec d'autres espèces de polypores rouges, comme Pycnoporus sanguineus (ou Trametes sanguinea), une espèce présente sous les tropiques en Afrique, Amérique, Asie, Australie, etc, dont la bordure est plus fine, et parfois plus irrégulière. 

## Habitat
Sur bois mort de feuillus, en particulier sur les genres Fagus, Prunus, Alnus, Corylus, Betula, etc., très rarement sur conifères. Saprophyte.

## Répartition
Europe, Afrique du Nord, mais également Amérique du Nord, Asie du S-E. Il est donc pratiquement cosmopolite.

## Taxonomie
La classification de cette espèce évolue. On le classerait aujourd'hui plutôt dans le genre Trametes dont l'étendue est variable selon les auteurs, donc sous le nom de Trametes cinnabarina. Le nom Pycnoporus cinnabarinus deviendrait un synonyme, qui reste toutefois connu et courant,.
L'espèce a d'abord été décrite sous le nom de Boletus cinnabarinus, son basionyme, par Jacquin, en 1774, dans sa Floræ Austriacæ. 
Parmi les autres synonymes connus, on peut mentionner,: 
- Boletus coccineus Bull., 1791
- Polyporus cinnabarinus (Jacq.) Fr., 1821
- Trametes cinnabarina (Jacq.) Fr., 1849, qui est en train de redevenir son nom reconnu.
- Leptoporus cinnabarinus (Jacq.) Quél., 1886
- Polystictus cinnabarinus (Jacq.) Cooke, 1886
- Phellinus cinnabarinus (Jacq.) Quél., 1888
- Hapalopilus cinnabarinus (Jacq.) P. Karst., 1899

- Coriolus cinnabarinus (Jacq.) G. Cunn., 1948
- Fabisporus cinnabarinus (Jacq.) Zmitr., 2001
- Pycnoporus coccineus (Bull. : Fr.) Bondarzew & Singer

## Étymologie
Son nom est tiré de pycno-, du grec ancien πυκνός, puknos (« épais »), et -porus, du latin porus, pore, donc « aux pores épais », et de cinabre, du latin cinnabaris, nom du sulphure de mercure dont on a tiré un pigment, le cinabre ou vermillon. Le nom « trametes » a été créé à partir du latin trama, trame, tissu, et -ete, comme, donc « avec comme un tissu autour des pores ». 

## Galerie

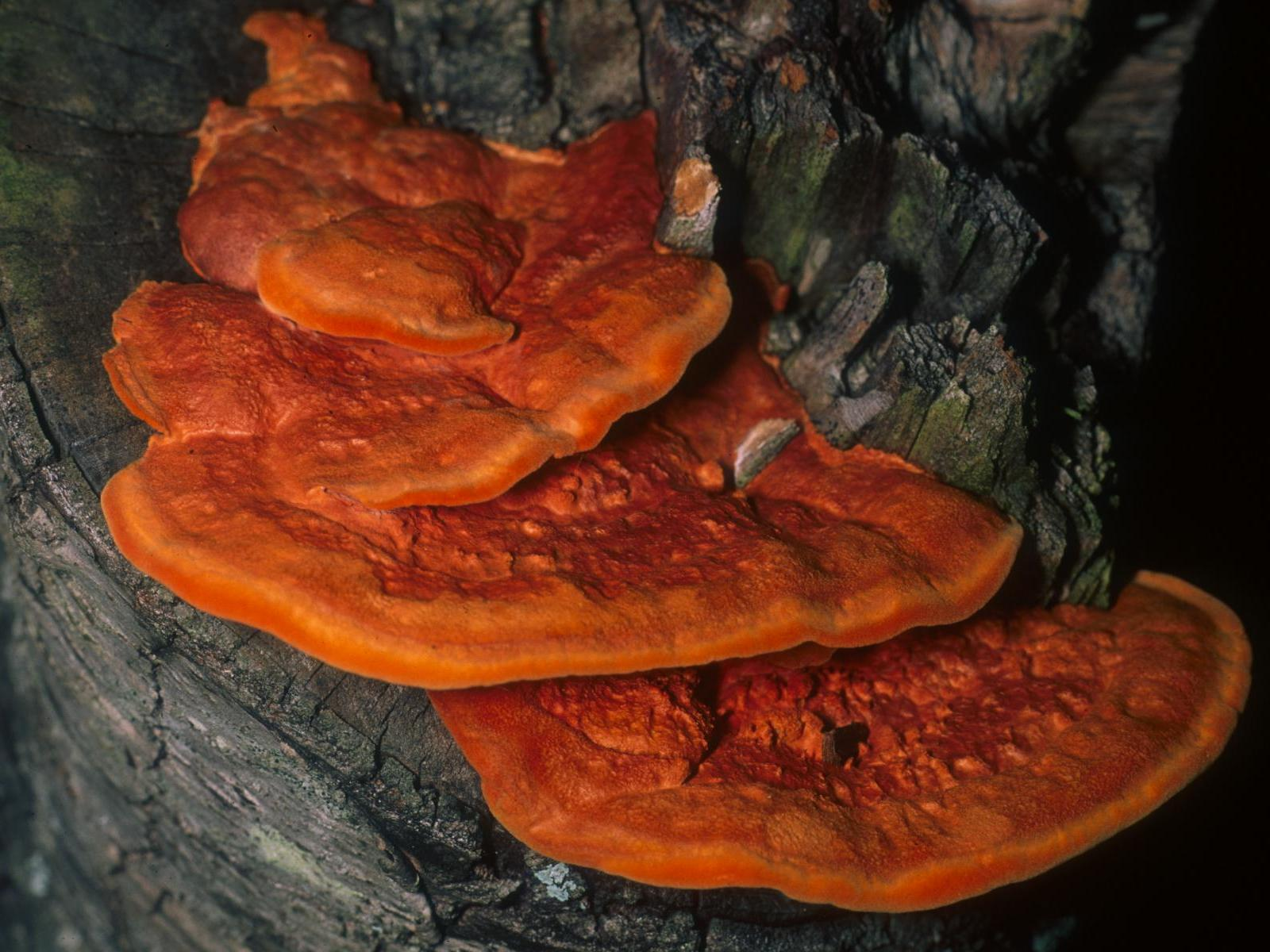
groupe de sporophores
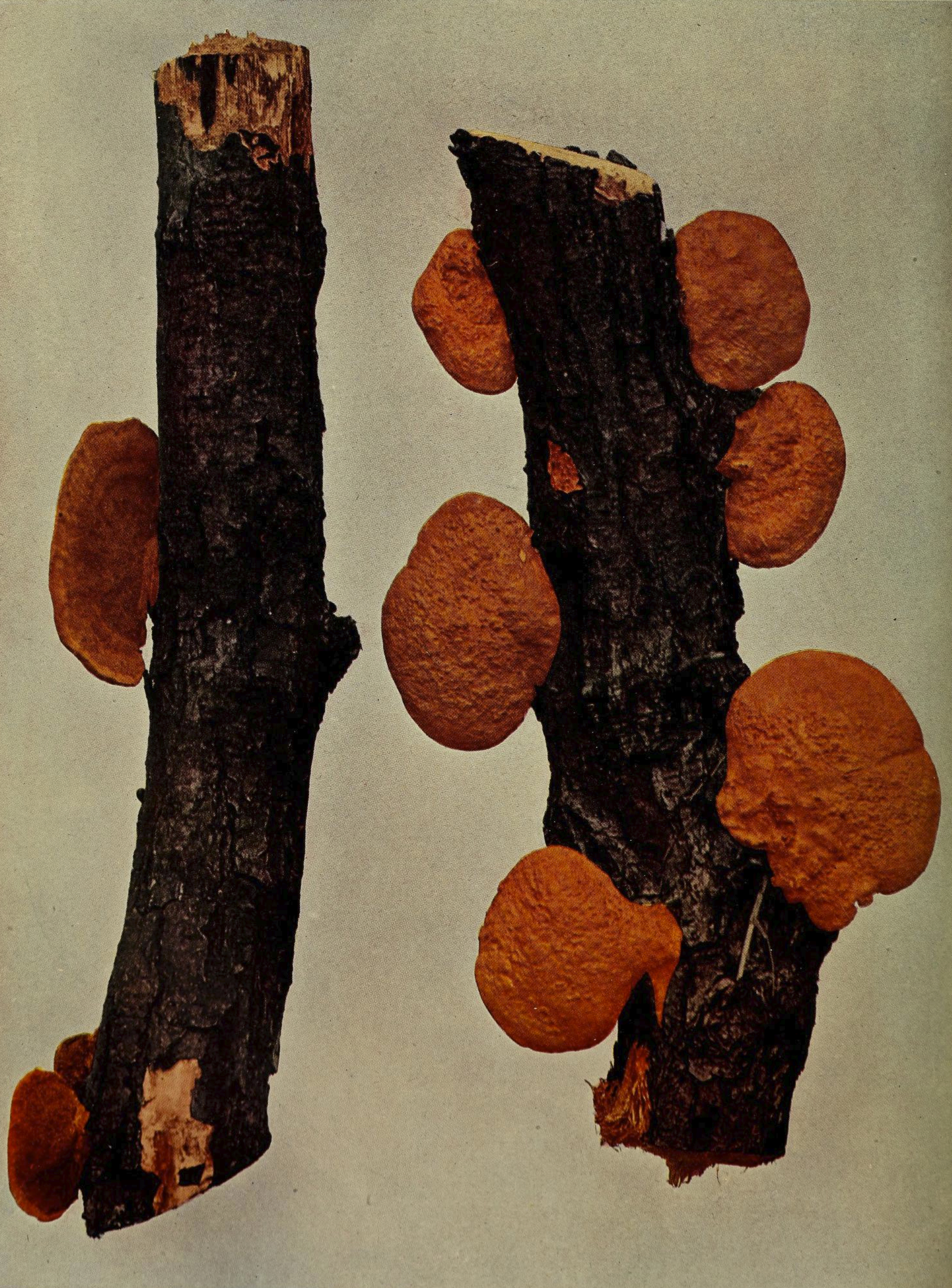
petits sporophores
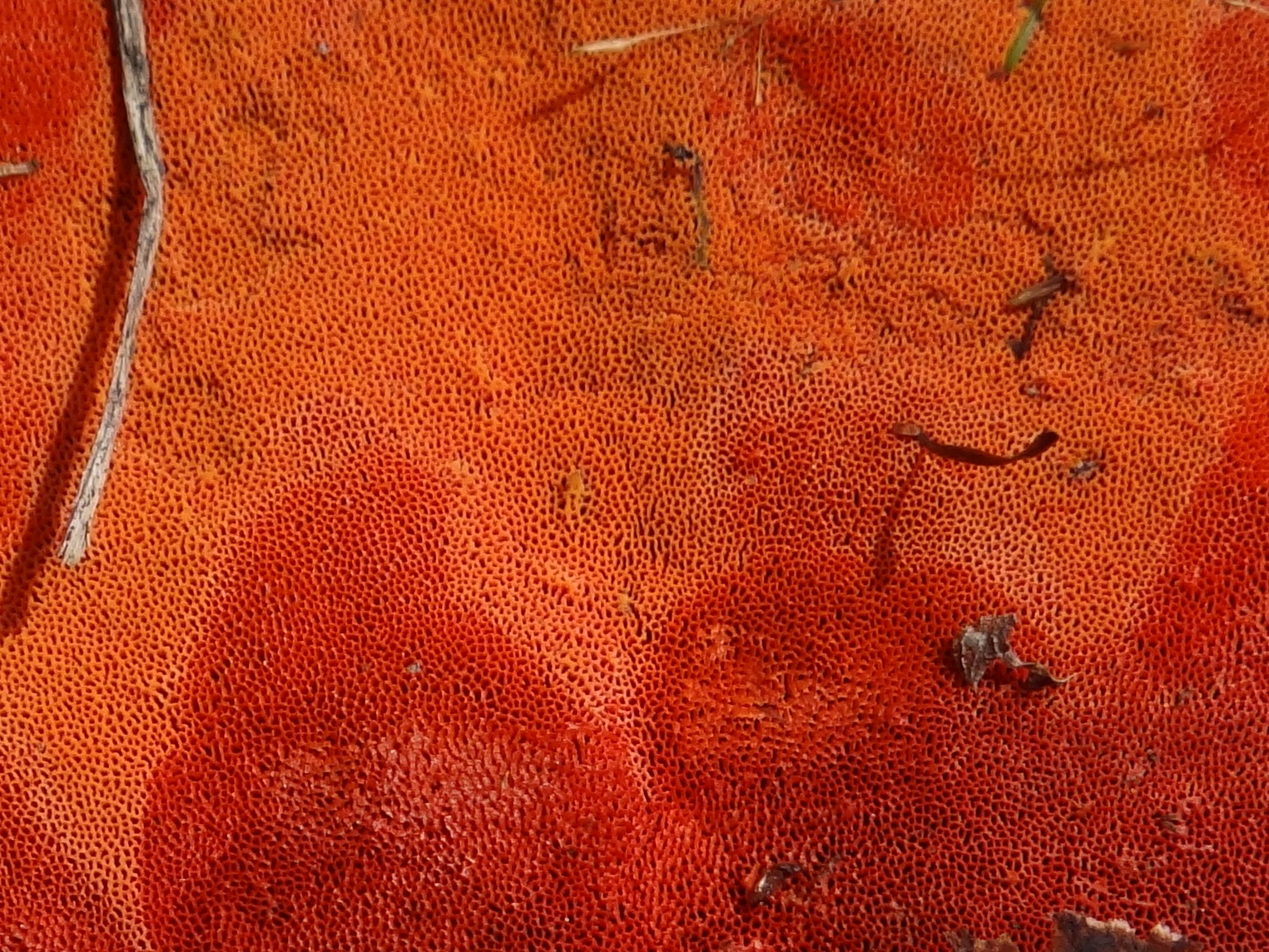
Détail des pores
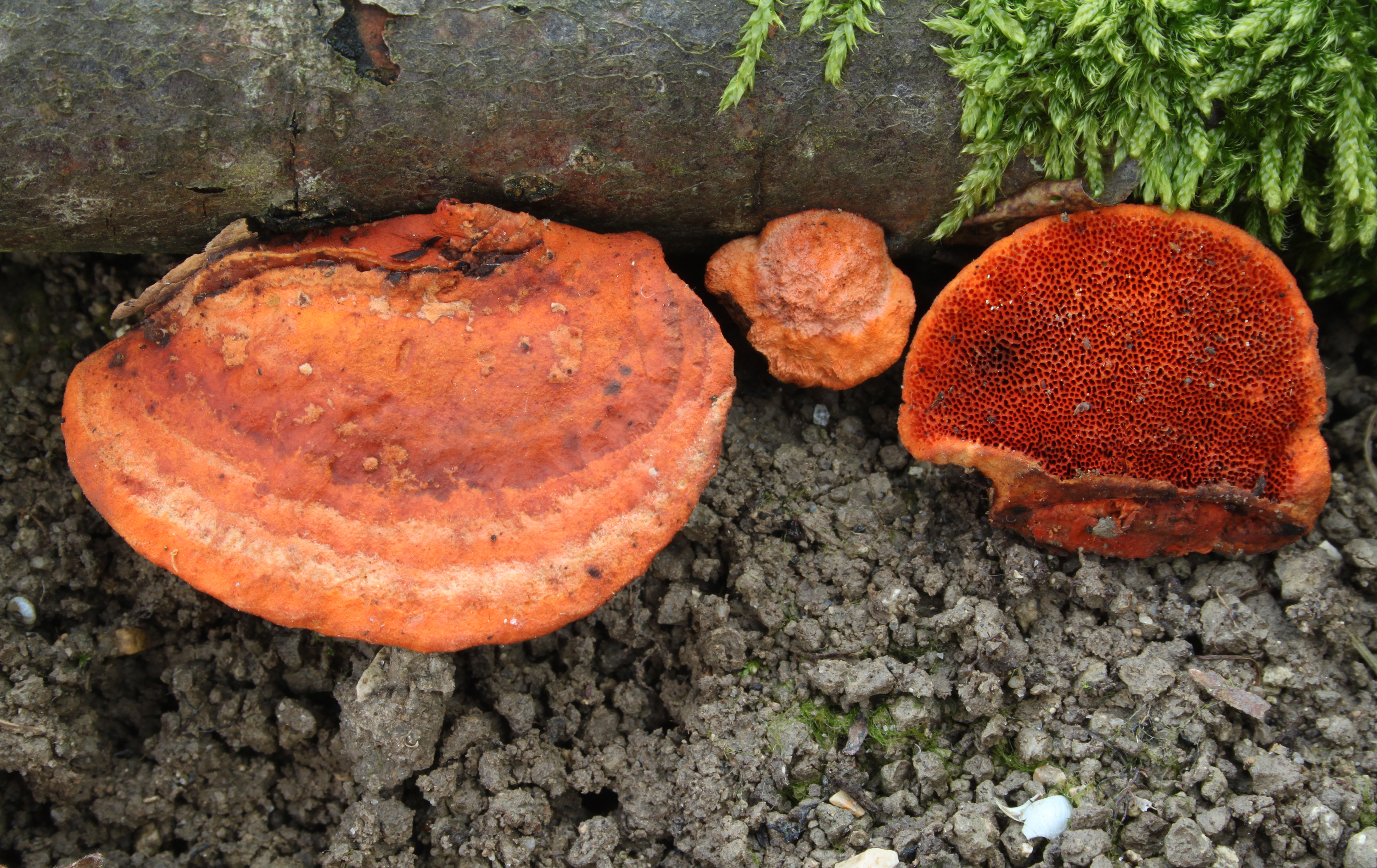
Vue de dessus et de dessous

## Utilisation
Des études montrent que des composants et extraits de Pycnoporus cinnabarinus ont des propriétés anti-oxydantes, antivirales et anti-tumorales. Les Aborigènes australiens ont utilisé ce polypore pour soigner des maux de bouches et des lèvres,.